# 스트레인지 데이즈 (영화)
《스트레인지 데이즈》(영어: Strange Days)는 1995년 개봉한 미국의 SF 스릴러 영화이다. 캐스린 비글로가 감독을, 제임스 캐머런과 제이 콕스가 각본을 맡았다.

## 출연
- 레이프 파인스 - 레너드 "레니" 니로 역
- 앤절라 배싯 - 로넷 "메이스" 메이슨 역
- 줄리엣 루이스 - 페이스 저스틴 역
- 톰 사이즈모어 - 맥스 펠티어 역
- 마이클 윈콧 - 파일로 갠트 역
- 빈센트 도노프리오 - 버턴 스테클러 역
- 글렌 플러머 - 제리코 "원" 역
- 브리지트 바코 - 아이리스 역
- 리처드 에드슨 - "틱" 역
- 윌리엄 픽트너 - 드웨인 엥걸먼 역
- 조지프 서머 - 파머 스트리클런드 역
- 니키 캣 - 조이 코토 역
- 마이클 제이스 - 웨이드 비머 역
- 토드 그라프

## 기타 제작진
- 공동 제작: 아이라 슈먼
- 미술: 릴리 킬버트
- 의상: 엘런 미로지닉